# Невікля
Невікля (пол. Niewikla) — село в Польщі, у гміні Сохоцин Плонського повіту Мазовецького воєводства.
Населення — 140 осіб (2011).
У 1975-1998 роках село належало до Цехановського воєводства.

## Демографія
Демографічна структура станом на 31 березня 2011 року:
|          | Загалом | Допрацездатний вік | Працездатний вік | Постпрацездатний вік |
| -------- | ------- | ------------------ | ---------------- | -------------------- |
| Чоловіки | 71      | 21                 | 42               | 8                    |
| Жінки    | 69      | 13                 | 40               | 16                   |
| Разом    | 140     | 34                 | 82               | 24                   |